# Ендо Мана
Ендо Мана (нар. 6 лютого 1971) — колишня японська тенісистка.
Найвищу одиночну позицію світового рейтингу — 26 місце досягла 26 вересня 1994, парну — 98 місце — 30 січня 1995 року.
Здобула 1 одиночний титул.
Найвищим досягненням на турнірах Великого шолома було 4 коло в одиночному розряді.
Завершила кар'єру 1998 року.

## Фінали Туру WTA

### Одиночний розряд: 2 (1–1)
| Легенда                       |   |
| Великий шлем                  | 0 |
| Чемпіонати WTA                | 0 |
| Турніри I-ї категорії         | 0 |
| Турніри II-ї категорії        | 0 |
| Турніри III-ї категорії       | 0 |
| Турніри IV-ї та V-ї категорій | 1 |

| Результат | Ранг | Дата          | Турнір                          | Покриття | Суперниця         | Рахунок       |
| Перемога  | 1.   | 15 січня 1994 | Hobart International, Австралія | Тверде   | Рейчел Макквіллан | 6–1, 6–7, 6–4 |
| Поразка   | 2.   | 14 січня 1996 | Hobart International, Австралія | Тверде   | Жулі Алар-Декюжі  | 1–6, 2–6      |

## Фінали ITF

### Одиночний розряд (4–0)
| Результат | Ранг | Дата              | Турнір                 | Покриття | Суперниця  | Рахунок       |
| --------- | ---- | ----------------- | ---------------------- | -------- | ---------- | ------------- |
| Перемога  | 1.   | 12 листопада 1989 | Мацуяма, Японія        | Тверде   | Йоне Каміо | 6-2, 6-4      |
| Перемога  | 2.   | 30 вересня 1990   | Куросіо (Коті), Японія | Тверде   | Йоне Каміо | 6-2, 6-1      |
| Перемога  | 3.   | 28 жовтня 1990    | Нагасакі, Японія       | Тверде   | Йоне Каміо | 0-6, 6-3, 6-2 |
| Перемога  | 4.   | 10 листопада 1991 | Кофу, Японія           | Тверде   | Ван Си-тін | 6-4, 6-0      |

### Парний розряд (0–3)
| Результат | Ранг | Дата             | Турнір           | Покриття | Партнерка      | Суперниці у фіналі       | Рахунок       |
| Поразка   | 1.   | 18 жовтня 1993   | Kugayama, Японія | Тверде   | Янагі Масако   | Мамі Доносіро Танака Юка | 3–6, 3–6      |
| Поразка   | 2.   | 31 жовтня 1993   | Кіото, Японія    | Тверде   | Янагі Масако   | Майя Авотінс Ліза Макші  | 6–7(5), 5–7   |
| Поразка   | 3.   | 7 листопада 1993 | Саґа, Японія     | Трава    | Наоко Савамацу | Їда Ей Кідовакі Мая      | 2-6, 6-3, 2-6 |